# Tensor AG
Die Tensor AG (bis 2022 Fraundorfer Aeronautics AG) ist ein in Genderkingen ansässiges Unternehmen, das sich mit der Entwicklung von Tragschraubern beschäftigt.

## Geschichte

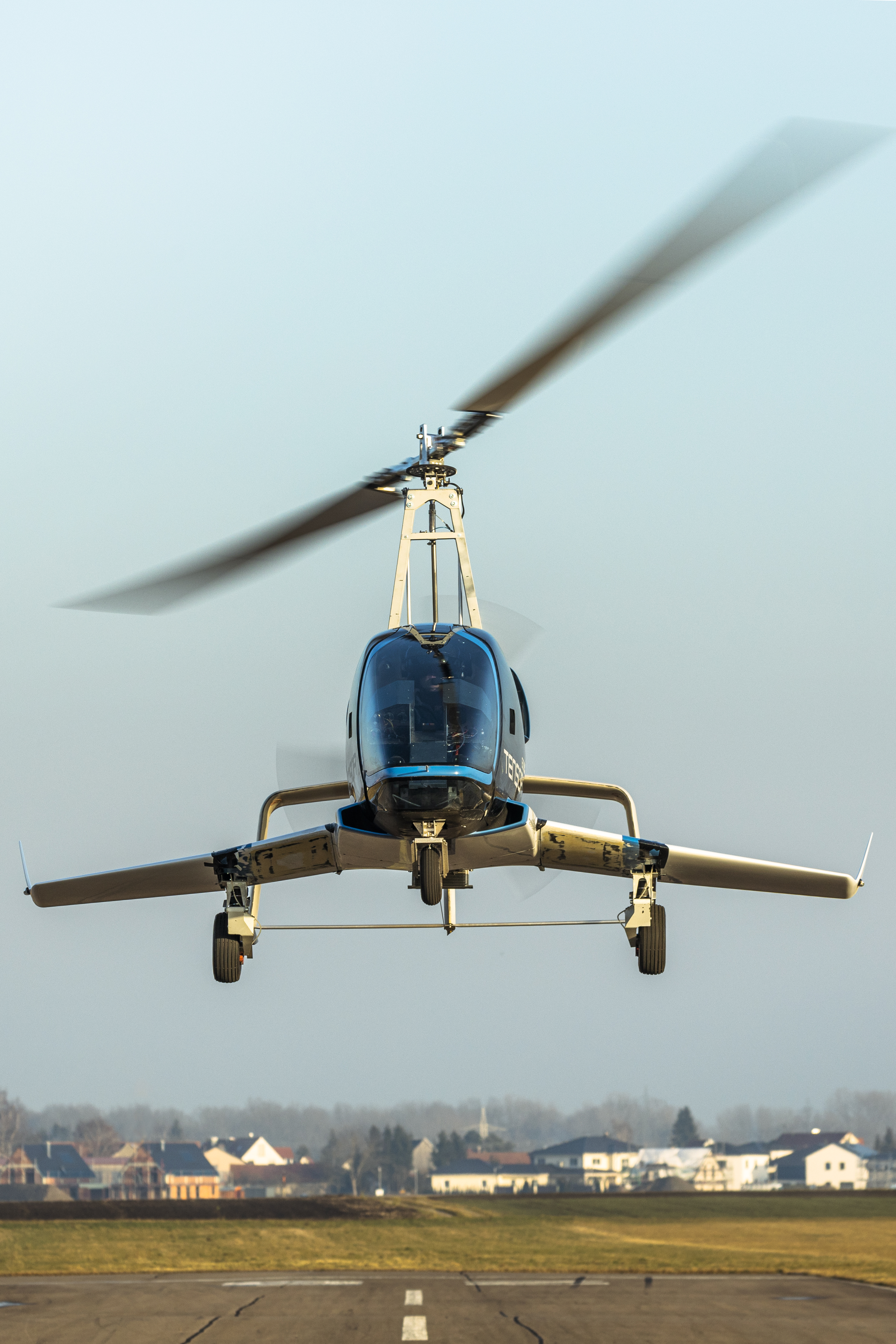
Erstflug des Tensor 600X (2020)

Christoph Fraundorfer, Luftfahrtingenieur sowie Absolvent der „Empire Test Pilots‘ School“ in England, begann 2007 mit der Weiterentwicklung des Rotorsystems bestehender Tragschrauber. Durch den Einsatz modernster Simulationsmethoden gelang die Erforschung einer neuen Rotortechnologie, die auch patentiert wurde.
2018 erfolgte die Gründung der Fraundorfer Aeronautics AG und am 24. Januar 2020 absolvierte der Prototyp Tensor 600X nach siebenjähriger Entwicklungszeit offiziell seinen Erstflug. Während des einstündigen Flugs erreichte der Kombinations-Tragschrauber Geschwindigkeiten von bis zu 130 km/h und Flughöhen von 500 Metern. Es wurden mehrere Starts und Landungen sowie Tests zur Stabilität und Steuerbarkeit durchgeführt.  Konzipiert ist die zweisitzige Maschine für eine Reichweite von bis zu 600 Kilometern und eine maximale Reisegeschwindigkeit von 200 km/h.

## Technologie
Der entwickelte Tragschrauber soll nach seinem senkrechten Start einen leisen, einfach handhabbaren und günstigen Lufttransport gewährleisten.
Die Tensor arbeitet mit dem Prinzip der Autorotation. Hierbei wird der Auftrieb im normalen Flug durch einen antriebslosen Rotor erzeugt, der durch den Fahrtwind in Rotation versetzt wird. Die Luftfahrzeuge des Unternehmens, der Tensor 660X für den Personen- und der Tensor T840CU für den Gütertransport, sollen eine Reichweite bis zu 600 Kilometern und eine maximale Reisegeschwindigkeit zwischen 185 km/h (660X) und 220 km/h (T840CU) aufweisen.
Eine Nutzung mit autonomen Systemen und im Senkrechtstart soll technisch möglich sein.

## Einsatzbereiche
Einsatzbereiche für den Tensor sind im urbanen Umfeld beispielsweise Zubringerdienste von Flughäfen. Aber auch zwischen Städten sowie in Regionen mit schwacher Infrastruktur sind beispielsweise Verwendungen für Rettungsdienste, bei Transportflügen oder im Katastrophenschutz denkbar. Bis 2025 soll auf der Plattform des Tensors eine Variante des Luftfahrzeugs mit sechs Sitzen auf den Markt kommen.